# Budynek szkoły przy ulicy Kruczej 49 we Wrocławiu

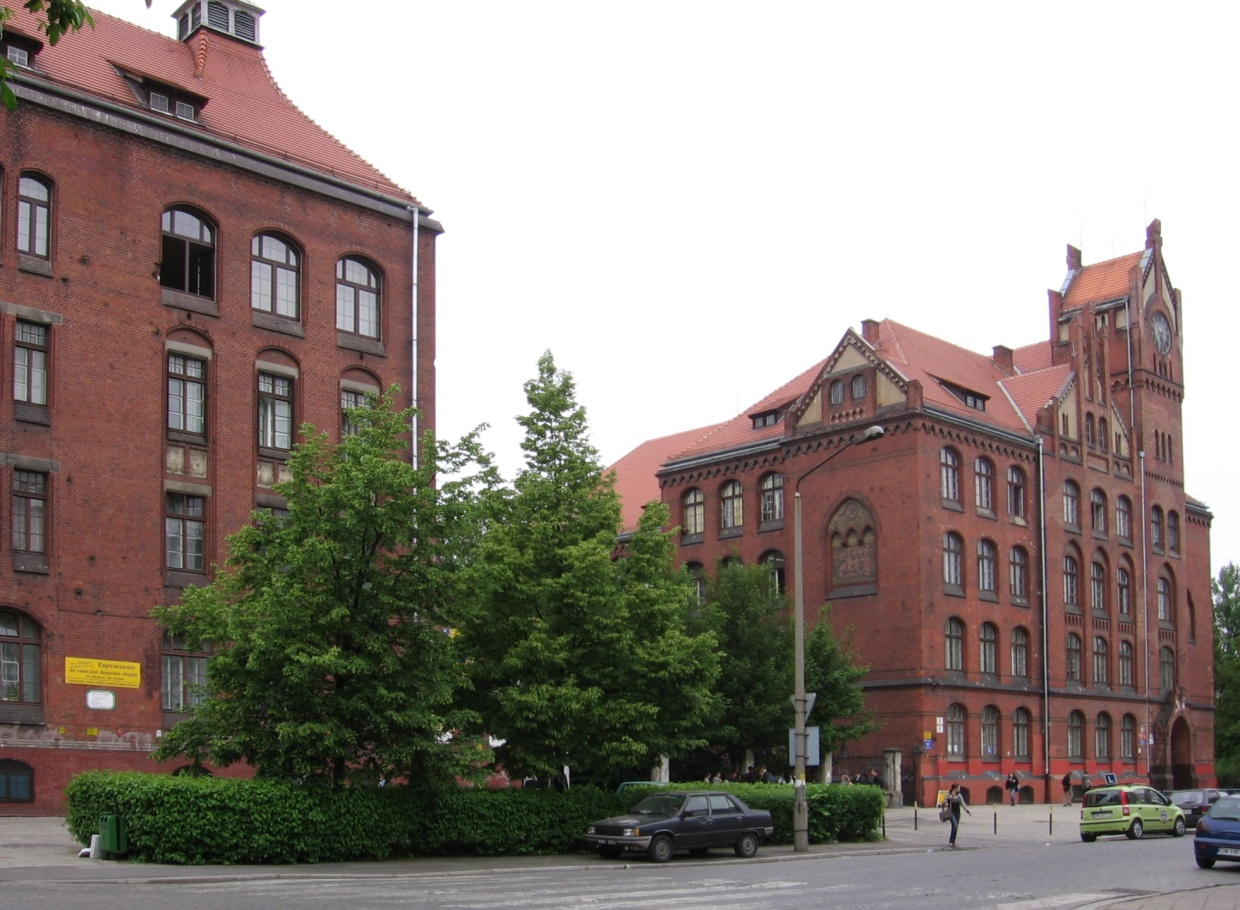
Skwer między budynkami

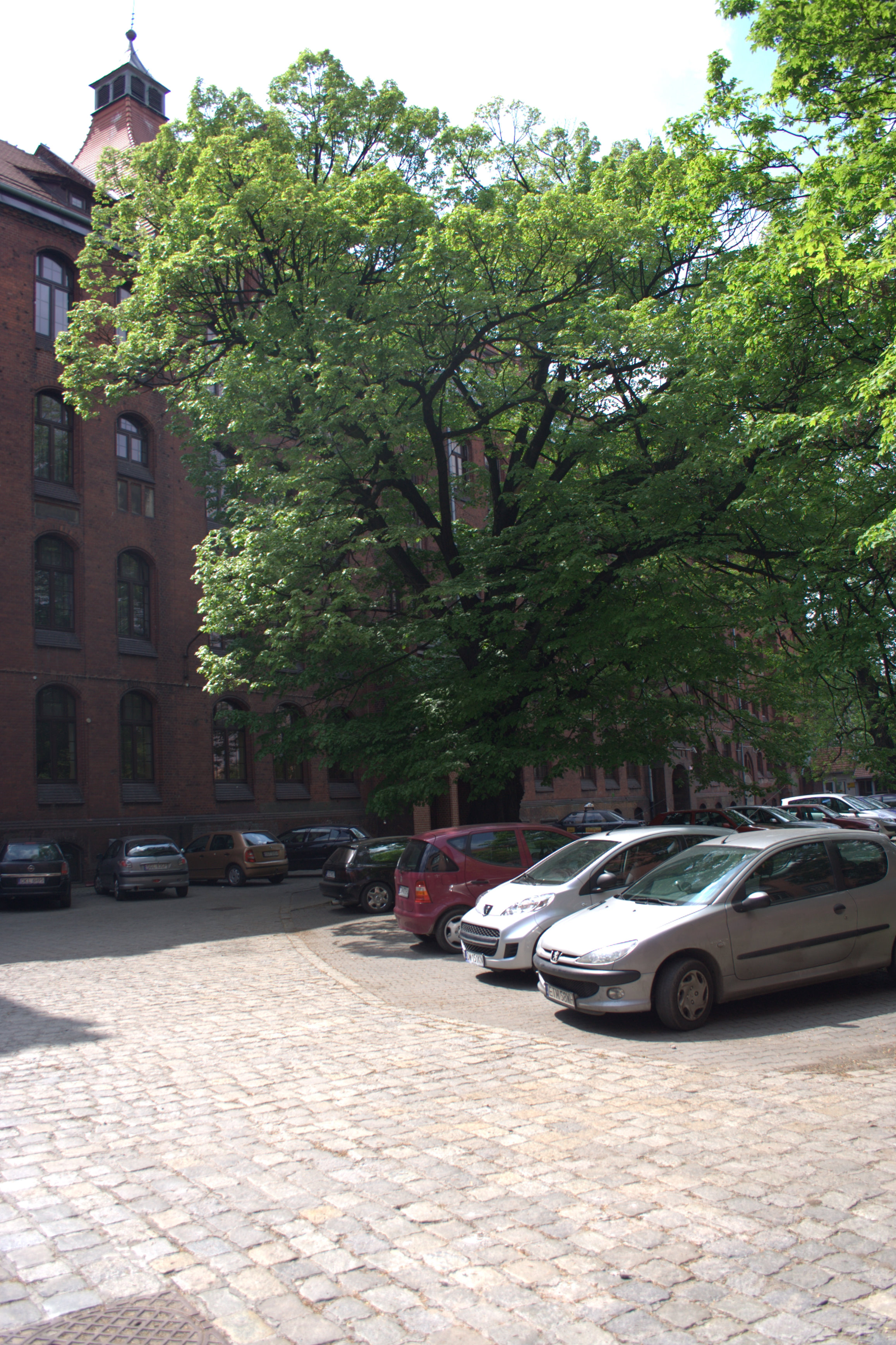
Lipa drobnolistna - pomnik przyrody

Budynek szkoły przy ulicy Kruczej 49 we Wrocławiu – budynek szkoły położony przy ulicy Kruczej 49 we Wrocławiu na osiedlu Gajowice w dawnej dzielnicy Fabryczna. Zbudowany został w latach 1905–1907 jako drugi z dwu budynków Zespołu Szkół Ludowych. Projekt budynku sygnowany jest przez dwóch architektów: Richarda Plüddemanna i Hermanna Froböse. Pierwotnie był to podpiwniczony budynek składający się z dwóch skrzydeł połączonych łącznikiem. Skrzydło zachodnie, określane jako budynek główny, jest znacznie wydłużone i zaprojektowane zgodnie z ówczesnymi trendami z korytarzem w trakcie środkowym i salami lekcyjnymi po obu jego stronach. Ma 5 kondygnacji nadziemnych. Do historycznej zabudowy współcześnie przylega łącznik biegnący do hali sportowo-rekreacyjnej zbudowanej w południowo-zachodniej części działki. Architektura obiektu stylem nawiązuje do neogotyku. Po II wojnie światowej w budynku działała Szkoła Podstawowa nr 33, następnie wspólnie z Liceum Ogólnokształcącym nr VII im. Krzysztofa Kamila Baczyńskiego, by ostatecznie jedynym użytkownikiem obiektu pozostało samo liceum. Historyczny budynek kwalifikuje się do objęcia ochroną konserwatorską poprzez wpisanie go do rejestru zabytków. Obecnie natomiast ujęty jest w gminnej ewidencji zabytków.

## Położenie i otoczenie
Budynek szkoły położony jest we Wrocławiu przy ulicy Kruczej 49 na osiedlu Gajowice w dawnej dzielnicy Fabryczna, w jednostce urbanistycznej Śródmieście Południowe. Oprócz wyżej wskazanego adresu, będącego adresem działającej w nim placówki oświatowej, do budynku przypisany jest także adres ulica Jemiołowa 59. Jest to obszar zaliczany do osiedli kameralnych z dominacją zabudowy komponowanej, ale w bezpośrednim sąsiedztwie wielkiego osiedla blokowego, oba obszary o stosunkowo dużej gęstości zaludnienia. Cały Zespół Szkół Ludowych leży przy skrzyżowaniu ulicy Jemiołowej z ulicą Kruczą, przy czym ten budynek znajduje się bezpośrednio przy wymienionym skrzyżowaniu. Jest to teren tak zwanego osiedla kompletnego – Śródmieście Południowe – wskazanego przez urbanistów. W ramach standardów określonych w tym projekcie wyznaczono kierunki rozwoju tego obszaru, także na podstawie konsultacji społecznych, a ich realizacja oparta jest na Wytycznych przestrzennych na rzecz osiedli kompletnych . Ulicę Jemiołową w tym opracowaniu wskazuje się jako istotną dla spójności przestrzeni publicznej osiedla, natomiast ulicę Kruczą określa się jako ulicę stanowiącą szkielet przestrzeni publicznej osiedla o charakterze lokalnym i jedną z kilku głównych osi komunikacyjnych jednostki urbanistycznej, po której kursują autobusy na wyznaczonych liniach w ramach komunikacji miejskiej .

## Historia
Teren, na którym posadowiony jest budynek, położony jest w obrębie osiedla Gajowice (Gabitz). Zostało ono włączone w granice administracyjne miasta w 1868 r. Z kolei w 1895 r. wytyczono środkowy odcinek ulicy Kruczej (Charlottenstraße) przebiegający przy terenie przyszłej inwestycji. Przed jej rozpoczęciem istniała także ulica Jemiołowa (Yorckstraße). Natomiast po stronie zachodniej położony był teren Kwaśnego Źródła (Sauerbrunn), ze stawem i zielenią urządzoną – Park przy Kwaśnym Źródleu, przy ulicy Karasiej (Spluderstraße) przebiegającej przy zachodnim krańcu budynku (współcześnie nie istnieje). W związku z szybkim rozwojem osiedla podjęto decyzję o budowie Zespołu Szkół Ludowych. Jako pierwszy zbudowano budynek szkoły przy ulicy Jemiołowej 57 w latach 1898–1900 według projektu sygnowanego przez Richarda Plüddemanna i Karla Klimma z 1898 roku.
Koncepcja budowy drugiego budynku w zespole szkół ludowych na Gajowicach pojawiła się w 1900 r. Stanowiła przyczynek do opracowania kilu projektów: z 1900 r. uwzględniający szkołę i osobny budynek mieszkalny, autorstwa Richarda Plüddemanna i Karla Klimma, z 1902 r. opracowana także przez Richarda Plüddemanna ale już z udziałem Hermanna Froböse, oraz trzecia z 1903 r. również Richarda Plüddemanna i Hermanna Froböse, która została przyjęta do realizacji. Pozwolenie na budowę wydano w 1906 r., a realizacja obiektu prowadzona była w latach 1905–1907. Według pierwotnego programu użytkowego obiektu w budynku szkoły znajdowało się 40 klas oraz sala rysunkowa, sala gimnastyczna, pracownia do zajęć z gospodarstwa domowego i prac ręcznych, łaźnia, a także mieszkania służbowe.
W wyniku działań wojennych prowadzonych w czasie II wojny światowej podczas oblężenia Wrocławia w 1945 r. budynek uległ uszkodzeniu. Przede wszystkim uszkodzony został dach obiektu, a także ozdobne szczyty. Odbudowa dachu i inne prace naprawcze wykonano w latach 50. Dekoracje szczytów w stosunku do pierwowzoru odtworzono w uproszczonej formie. Początkowo w budynku działała Szkoła Podstawowa nr 33, następnie w styczniu 1984 r. część pomieszczeń przekazano do użytkowania Liceum Ogólnokształcącemu nr VII, by następnie szkołę podstawową zlikwidować i cały obiekt szkolny przeznaczyć na potrzeby liceum. W późniejszych okresach także prowadzono różne roboty budowlane, między innymi dotyczące instalacji elektrycznych w 1997 r., remontu dachu w latach 1997-1998, remontu sali gimnastycznej na poddaszu w 2002 r., wymiany stolarki okiennej w latach 2005-2007, remont elewacji zakończony w 2013 r. oraz inne prowadzone systematycznie w kolejnych latach, np. dotyczące odnawiania sal lekcyjnych, czy czyszczenia powłok malarskich detali architektonicznych. Dużą inwestycją była budowa w 1998 r. hali sportowo-rekreacyjnej połączonej z historycznym budynkiem parterowym łącznikiem, przekazanej do użytkowania w lutym 1999 r. Od września 2019 r. liceum przejęło również budynek przy ulicy Jemiołowej 57, w którym obecnie funkcjonuje Szkoła Podstawowa Tikkun Olam.
Po wojnie zlikwidowano także Park przy Kwaśnym Źródle, a sam staw zasypano gruzem pochodzącym z rozbiórek zrujnowanych kamienic. Teren po parku został zaś przypisany do utworzonych, wyżej opisanych szkół. Zlikwidowano także ulicę Karasią. Urządzono na nim boiska i inne obiekty zewnętrznych: wschodni (dawny plac zabaw – Spielplatz Gabitzer Sauerbrunn) dla Szkoły Podstawowej nr 57 działającej w pierwszym z budynków przy ulicy Jemiołowej 57 oraz zachodni (w miejscu gdzie był staw – Sauerbrunnteich) dla Szkoły Podstawowej nr 33, a następnie Liceum Ogólnokształcącego nr VII, które działały w omawianym budynku szkolnym, położonym przy ulicy Kruczej 49. Na tym terenie w jego południowej części zbudowano w latach 90. XX wieku wspominają wyżej halę sportowo-rekreacyjną . W 2019 r. z terenu przekazanego liceum w części północno-zachodniej wyodrębniono obszar o powierzchni około 0,5 ha, na którym urządzono park kieszonkowy przy ulicy Kwaśnej  (Zieleniec przy ul. Kwaśnej).

## Architektura

### Układ i rzut
Cały współczesny układ zabudowy obiektu składa się z dwóch części: budynku historycznego oraz dobudowanej części współczesnej obejmującej łącznik i halę sportowo-rekreacyjną . Budynek historyczny w rzucie prostokątnym na płaszczyznę terenu dzieli się na trzy części: największą część obejmującą wydłużony budynek główny biegnący wzdłuż ulicy Kruczej, łącznik oraz skrzydło wschodnie położone frontem do ulicy Jemiołowej, a elewacja południowa tworzy pierzeję północą ulicy Kruczej razem z wymienionymi wcześniej budynkiem głównym i łącznikiem. Budynek główny ma we wspominanym rzucie kształt wydłużonego prostokąta o dłuższych bokach równoległych do ulicy Kruczej. Łącznik, nieco zawężony w porównaniu z budynkiem głównym, ma  natomiast w rzucie zarys łuku, a skrzydło wschodnie również prostokąta o dłuższym boku rozmieszczonym wzdłuż ulicy Jemiołowej. Po północnej stronie tego skrzydła  dostawiony jest wąski aneks, w którym znajduje się przedsionek. Oczywiście wszystkie trzy wymienione części zabudowy historycznej tworzą jeden budynek.

### Bryła i dach
Kształt bryły budynku historycznego określa się jako silnie rozczłonkowany. Budynek na całej powierzchni rzutu jest podpiwniczony, a parter budynku określa się jako wysoki. Ma cztery kondygnacje nadziemne oraz poddasze częściowo użytkowane, choć według współczesnej kwalifikacji jest budynkiem pięciokondygnacyjnym. W elewacjach północnej i południowej części głównej wykonano ryzality, zarówno jednoosiowe jak i trójosiowe, zwieńczone wysokimi szczytami w kształcie trójkąta. Jednoosiowy ryzalit znajduje się także w północnej elewacji skrzydła wschodniego. Większa część budynku przykryta jest dachem dwuspadowym, a aneks dachem pulpitowym, przy czym w poszczególnych częściach kalenice położone są na różnych wysokościach. Od tej reguły odbiega wschodnia strona części głównej, gdzie zastosowano dach czterospadowy przechodzący w dach namiotowy zwieńczony wieżyczką wentylacyjną. Ma ona w rzucie prostokątnym kształt kwadratu. Jest przykryta hełmem w kształcie ostrosłupa, który z kolei zakończony jest kulą i wychodzącą z niej wysoką iglicą. Taka wieżyczka znajduje się również w dachu nad łącznikiem. Kształt bryły po stronie dachu dodatkowo modelują kominy oraz lukarny przykryte dachami pulpitowymi.

### Elewacje
Elewacje ocenia się jako bogato zdobione detalami architektonicznymi. Wykończenie lica muru zostało wykonane przy pomocy cegły klinkierowej ze wstawkami innych materiałów, takich jak cegła glazurowana czy piaskowcowe obramowania niektórych otworów okiennych. W elewacjach otwory okienne sal lekcyjnych grupowane są po trzy, według wewnętrznego podziału pomieszczeń. Partia cokołowa wokół budynku jest nieco wysunięta przed lico muru wyższych kondygnacji. Są tu umieszczone okna piwnicy, których otwory zamknięte są łukiem odcinkowym lub nadprożem prostym, a wówczas otwór obramowany jest piaskowcem. Elewacje budynku zdobione są gzymsami koronującymi i innymi, fryzami arkadowymi i ząbkowymi, ryzalitami i pseudoryzalitami, płycinami, ich łukowanymi zamknięciami o tynkowanych ostrych podłuczach, tynkowanymi blendami, lizenami i wysokimi sterczynami oraz dekoracjami sgraffito. Większość elewacji jest niesymetryczna. Tylko krótkie elewacje takie jak elewacja zachodnia zachowują symetrię. W elewacji południowej wykonano zegar słoneczny w technice sgraffito. Umieszczono na niej także płaskorzeźbę przedstawiającą herb Wrocławia wykonaną z piaskowca.

### Wnętrza

#### Układ i rozmieszczenie
Układ i rozmieszczenie poszczególnych składowych wnętrz jest różny w każdej z wyżej wymienionych części budynku. Część główna w rzucie jest wydłużonym prostokątem z trójtraktowym planem na czterech kondygnacjach nadziemnych, w ramach którego trakt środkowy stanowi szeroki korytarz, a w traktach bocznych umiejscowiono sale lekcyjne oraz klatki schodowe, dwubiegowe ze spocznikiem przy ścianie zewnętrznej. Wejścia z zewnątrz do tej części budynku znajdują się zarówno po stronie południowej jak i północnej. Po stronie wschodniej część ta styka się z łącznikiem o łukowym rzucie poziomym. Pierwotnie miał on dwa trakty. W południowym trakcie umiejscowiony był korytarz jako kontynuacja korytarza z traktu głównego, a w drugim trakcie północnym pomieszczenia. Obecnie w tej części wykonany jest wtórny podział przestrzeni niezgodny z pierwotnym. Skrzydło wschodnie również jest dwutraktowe. Trakt zachodni przylegający do pozostałej części budynku mieści korytarz i klatkę schodową w północnej części obiektu ułożone prostopadle do korytarza łącznika i budynku głównego. Po wschodniej stronie budynku od ulicy Jemiołowej położne są kolejne pomieszczenia. Na piątej kondygnacji budynku, a pierwszej kondygnacji poddasza, w części użytkowej zlokalizowane są między innymi sale gimnastyczne. Po stronie północnej, z zachodniej klatki schodowej wykonano przejście do łącznika nowej hali sportowo-rekreacyjnej.

#### Korytarze i klatki schodowe
W korytarzach wykonano ściany oraz stropy, które zostały otynkowane na gładko i malowane, ale z różnymi elementami zdobiącymi. Zastosowano tu stropy odcinkowe lub przy klatkach schodowych sklepienia krzyżowe. Elementami zdobiącymi są szerokie pasy ceglane z gurtami zakończonymi wałkiem. Podparciem dla nich są ceramiczne konsole o geometrycznych kształtach. Posadzki wykonano z lastryko. Do jego wykonania wykorzystano kruszywo o trzech różnych barwach. Nad otworami drzwiowymi prowadzącymi do pomieszczeń wykonane są łuki odcinkowe, a w otworach wejściowych do klas wykonano nad drzwiami naświetla. Na wysokości samych drzwi otwory te ujęte są obramieniami z cegły klinkierowej, którą o strony omawianych korytarzy sfazowano. Natomiast u podstawy omawianego naświetla wykonano miękko modelowaną, piaskowcową konsolę. W sieniach wykonano do pewnej wysokości okładzinę ścienną z cegły klinkierowej. Stopnice schodów wykonane są z granitowych bloków opartych na stalowych belkach łączonych w technice nitowania. Do tego wykonano stalowe balustrady ozdobne. Zdobienia obejmują gięte pręty oraz dekoracji stylizowane motywem liści. Wierzch balustrad stanowią drewniane poręcze z zakończeniem wolutą.

#### Pozostałe wnętrza
Pomieszczenia lekcyjne mają posadzki wykonane bądź z parkietu, bądź ze współczesnych wykładzin PVC. Opisane obramowania otworów drzwiowych, które po stronie korytarzy mają krawędzie cegły klinkierowej sfazowane, po stronie sal lekcyjnych są wyoblone. Poza tym sale lekcyjne nie posiadają wystroju. W piwnicach podłoga wyłożona jest współczesnymi płytkami ceramicznymi. W sanitariatach ściany i posadzki także wyłożone są współczesnymi płytkami ceramicznymi.

## Konstrukcja oraz inne aspekty budowlane
Konstrukcja budynku oparta jest na murowanych ścianach z cegły pełnej na zaprawie cementowo-wapiennej i ceramicznych stropach odcinkowych na belkach stalowych. W korytarzach stropy te mają podziały wykonane za pomocą szerokich pasów gurtowych. Natomiast przy klatkach schodowych zastosowano sklepienia krzyżowe. Nad czwartą kondygnacją wykonano dwukondygnacyjną więźbę dachową z drewna w układzie płatwiowo-kleszczowym. Znajdują się tu również dwie ściany stolcowe wzmocnione pochyłymi stolcami i umiejscowionym na drugiej kondygnacji więźby wieszakiem, a przy salach gimnastycznych umiejscowionych na piątej kondygnacji (pierwszej kondygnacji więźby) więźba wzmocniona jest nitowanymi belkami stalowymi. Pokrycie dachy wykonano za pomocą współczesnej dachówki ceramicznej, karpiówki, a nad wspominanymi salami gimnastycznymi wykonano zadaszenie z tworzywa sztucznego. W klatach schodowych wykonano dla każdej kondygnacji po dwa biegi ze spocznikiem. Konstrukcyjnie są to stopnice wykonane z granitowych bloków zamontowane na stalowych belkach wykonanych w technice nitowania. Ściany tynkowane na gładko. Zastosowano tynk cementowo-wapienny, a w sieniach przy klatkach schodowych w dolnej części obłożenie cegłą klinkierową.
W budynku poprowadzono następujące instalacje: wodno-kanalizacyjną, centralnego ogrzewania, elektryczną, odgromową i teletechniczną.

## Teren
Zabudowa całego zespołu szkół, o adresach ulica Jemiołowa 57 i 59 oraz ulica Krucza 49, położona jest na jednej działce ewidencyjnej o powierzchni 2,6473 ha (26 471 m2), w ramach której 0,7927 ha to inne tereny zabudowane, a 1,8546 ha to tereny rekreacyjno-wypoczynkowe. Łączna powierzchnia zabudowy na tej działce wynosi 4 793 m², z czego 1 697 m² dotyczy omawianego budynku szkoły przy ulicy Kruczej 49 i Jemiołowej 59, a 1 168 m² dotyczy współczesnej hali sportowej z łącznikiem. Działka stanowi własność Gminy Wrocław, ale pozostaje w zarządzie, użytkowaniu. Wejście główne na teren znajduje się po stronie ulicy Jemiołowej na wewnętrzny skwer od południa i północy zamknięty budynkami szkolnymi, oddzielony od wymienionej ulicy ozdobnym ogrodzeniem biegnącym między oboma szkołami. Teren użytkowany przez placówkę oświatową mieszczącą się w budynku przy ulicy Kruczej 49 rozciąga się na skwer i stronę zachodnią oraz północno-zachodnią obiektu. Od pozostałych terenów oddzielony jest współczesnym ogrodzeniem z prętów metalowych. Wjazd na posesję od ulicy Jemiołowej i od ulicy Kruczej. Pomiędzy chodnikiem wzdłuż ulicy Kruczej a elewacją budynku znajduje się wąski trawnik oddzielony niewysokim murkiem oporowym wykonanym z bloczków kamiennych. Na skwerze rośnie między innymi lipa drobnolistna (Tilia cordata) o obwodzie 396 cm, wysokości 21 m i takiej samej rozpiętości korony, której wiek określono w 2003 r. na 120 lat. Drzewo to uznane zostało za pomnik przyrody.

## Zestawienie podstawowych parametrów
Podstawowe parametry:
- rodzaj wg Klasyfikacji Środków Trwałych: k - budynki oświaty nauki i kultury oraz sportowe (107)[7][54]
- powierzchnia zabudowy: 1 697 m²[7] / 1 754,90 m²[56] (oraz współczesna hala sportowa z łącznikiem 1 168 m²[54])
- liczba kondygnacji nadziemnych: 5[a][7] (oraz współczesna hala sportowa z łącznikiem: 1 kondygnacja[54])
- wysokość: 23,88 m[57]
- powierzchnia użytkowa: około 7 528 m²
- kubatura: około 50 010 m3[56].

## Użytkownicy
Budynek w swojej historii był użytkowany przez następujące placówki oświatowe:
- Miejska Szkoła Ludowa "Städtische Volksschule"[14][58]
- Szkoła podstawowa nr 33[31][59]
- Szkoła podstawowa nr 33 oraz Liceum Ogólnokształcące nr VII im. Krzysztofa Kamila Baczyńskiego[59]
- Liceum Ogólnokształcące nr VII im. Krzysztofa Kamila Baczyńskiego[31][59].

## Ochrona
Budynek położony jest w obszarze dzielnicy Południe, której układ urbanistyczny podlega ochronie w ramach gminnej ewidencji zabytków. Jest to układ kształtowany sukcesywnie od XIII wieku (wzmianki) i od lat 80. XIX wieku do 1945 r. Stan zachowania obszaru określa się na dobry.
Budynek szkolny ujęto w gminnej ewidencji zabytków jako szkołę ludową, obecnie Liceum Ogólnokształcące Nr VII im. Krzysztofa Kamila Baczyńskiego, będący budynkiem położonym przy ulicy Kruczej 49 we Wrocławiu. Powstanie obiektu określone jest na lata 1898-1900, lata 1905-1907 (projekt R. Plüddemann, K. Klimm), lata 1910-1912 (realizacja), a rodzaj ochrony określono jako inny.
Stan zachowania budynku ocenia się jako dobry. Kwalifikuje się go do objęcia ochroną konserwatorską poprzez wpisanie do rejestru zabytków.

## Ocena i odbiór
Styl budynku określa się jako nawiązujący do hanowerskiej szkoły neogotyku. Jest to okazały, reprezentacyjny budynek o znacznej kubaturze, z elewacjami zdobionymi bogatymi detalami architektonicznymi. Wskazuje się jednak, iż projekt pochodzi z czasów, które przez współczesnych badaczy, w odniesieniu do działalności architektonicznej Richarda Plüddemanna, zaliczane są do drugiego etapu jego twórczości, w którym stosował wspominane wyżej detale architektoniczne już uproszczone w stosunku do stosowanych we wcześniejszym etapie. Budynek należy do zespołu dwóch budynków ulokowanych na rozległej działce przy skrzyżowaniu dwóch ulic, który stanowi bardzo ważny akcent urbanistyczny w tej części Gajowic. Sam projekt został opracowany zgodnie z ówczesnymi trendami panującymi w zakresie projektowania budynków szkolnych, które oprócz wyżej opisanych aspektów dotyczących form architektonicznych, dotyczą także trójtraktowego układ wnętrz z korytarzem pośrodku i salami lekcyjnymi po obu jego stronach. Izby lekcyjne zaś otrzymały po trzy duże okna zapewniające odpowiednią ilość światła oraz wentylację.